# Biskupice (gmina w guberni lubelskiej)
Biskupice (od 1870 Jaszczów) – dawna gmina wiejska istniejąca do 1870 roku w guberni lubelskiej. Siedzibą władz gminy były Biskupice, które stanowiły odrębną gminę miejską.
Za Królestwa Polskiego gmina Biskupice należała do powiatu lubelskiego w guberni lubelskiej. 1 stycznia?/13 stycznia 1870 do gminy przyłączono pozbawione praw miejskich Biskupice, po czym gminę przemianowano na Jaszczów.